# 嘗起來像雞肉
「嘗起來像雞肉」（英語：Tastes like chicken）在英語常被用在試著形容一種不常見食物的滋味。這語句太常被使用，造成它已經變成一種口頭禪。因此，這片語有時候用在提供不協調的幽默，被用在形容食物或狀況並不明確的地方。著名的使用有貝爾·吉羅斯在節目上生吃各種野外生物的之後的感想。

## 可能的解釋
做為為什麼不常見的肉類嘗起來比較像雞肉遠勝過常見的替代物如牛肉或豬肉的解釋，有不同的可能性被提出來。有一種想法是雞肉嘗起來是淡而無味的，因為脂肪比起肌肉提供更多味道（尤其如果是瘦肉如無皮的雞胸肉），使它成為在比較時一個通用的選擇。還有，雞肉據說在提供食物品嘗方面的「美味」如鮮味的穀胺酸方面含量較低。對其它肉類加工或使其變嫩也會降低穀胺酸的含量，並且讓它們嘗起來更像雞肉。
來自Joe Staton的Museum of Comparative Zoology的另一種意見是肉的滋味是基於動物的演化源頭。明確地說，他註明了四足類大多嘗起來像雞肉，其它動物經常並非如此。對應來說，鳥類（肉類的類型中最多種型式）自然是（在最多種案例中）比哺乳動物嘗起來更像雞肉。而且，因為恐龍據稱是鳥類的祖先，它們的肉也被假設嘗起來像雞肉。然而，其它雞雁小綱類型的肉經常嘗起來一點都不像雞肉；舉例來說，雉的肉被形容為一種「獨特的」滋味，而鴕鳥肉被認為嘗起來類似牛肉。
海鮮照理說有許多與眾不同的滋味。還有，雖然哺乳動物都是四足類，非常少數的哺乳動物嘗起來像雞肉，這暗示著在演化樹的分支上突變已經改變了它們的滋味。
另一個可能性是因為許多雞的肉是取自胸腔，這些包含白色的「快肌（fast twitch，短跑時所依靠的肌肉）纖維」為進行逃跑時短程快速的飛行所必需，它嘗起來像其它動物由於被當肉用部分內有類似的快肌纖維濃度的地方。味道不同處通常歸因於肌紅蛋白濃度低，濃度高則是存在於更典型的脊椎動物和為了適應緩慢持續運動的組織。反之肌紅蛋白豐富的肉類經常被稱為紅肉。